# Stockholm Open 1972
Lo Stockholm Open 1972 è stato un torneo di tennis giocato sul cemento indoor. È stata la 4ª edizione dello Stockholm Open, del Commercial Union Assurance Grand Prix 1972. Il torneo si è giocato al Kungliga tennishallen di Stoccolma in Svezia, dal 4 al 10 novembre 1972.

## Campioni

### Singolare
Stan Smith ha battuto in finale  Tom Okker con il punteggio di 6–4, 6–3

### Doppio
Tom Okker /  Marty Riessen hanno battuto in finale  Roy Emerson /  Colin Dibley con il punteggio di 6–3, 6–2